# چانگان فورد مزدا
چانگان فورد مزدا (انگلیسی: Changan Ford Mazda) شرکت خودروسازی چینی است، که در سال ۲۰۱۲ تأسیس شد.